# Guanambi
Guanambi là một đô thị thuộc bang Bahia, Brasil. Đô thị này có diện tích 1301,8 km², dân số năm 2007 là 76203 người, mật độ 58,5 người/km².